# Melvin Newbern
Melvin Newbern (Toledo, 11 giugno 1967) è un ex cestista e allenatore di pallacanestro statunitense, professionista nella NBA e in Italia.

## Palmarès
- 2 volte migliore nelle palle recuperate CBA (1995, 1998)